# Нагорівське озеро
Нагорівське озеро — озеро, розташоване на півдні селища Безлюдівка Харківської області. Його часто відвідують мешканці Харкова для відпочинку. На озері є пляжі приватного підприємства «Агат» та ТОВ «Федерація боксу і кікбоксінгу». Поблизу озера розташований піщаний кар'єр.
Дане озеро розділяється косою від сусіднього озера Коваленки.

## Походження назви
Назва походить від місцевого мікрорайону "Нагорівка".